# كانون 40 دي
كانون 40 دي (بالإنجليزية: Canon EOS 40D)‏ هي كاميرا احترافية 10.1 ميجا بيكسل من إنتاج شركة كانون وقد طرحت في السوق في صيف 2007
1. ↑  "معلومات عن كانون 40 دي على موقع babelnet.org". babelnet.org.[وصلة مكسورة]